# Ethel Scarborough
Pour les articles homonymes, voir Scarborough.
Frances Ethel Scarborough (10 janvier 1880 - 9 décembre 1956) est une pianiste, compositrice et femme politique britannique.

## Biographie
Elle naît à Crouch End (Londres) le 10 janvier 1890.
Elle dirige ses propres œuvres lors de Promenade concert (en).
Ethel Scarborough a également été active au sein du Parti conservateur, pour lequel elle a été candidate à Ebbw Vale lors des élections générales de 1935, arrivant en deuxième place avec 22,2 % des voix.
Elle meurt à Graffham (en), dans le Sussex.

## Œuvres
- Promise, fantaisie
- Concerto pour piano
- Concerto en do mineur pour piano